# Samuel Engel

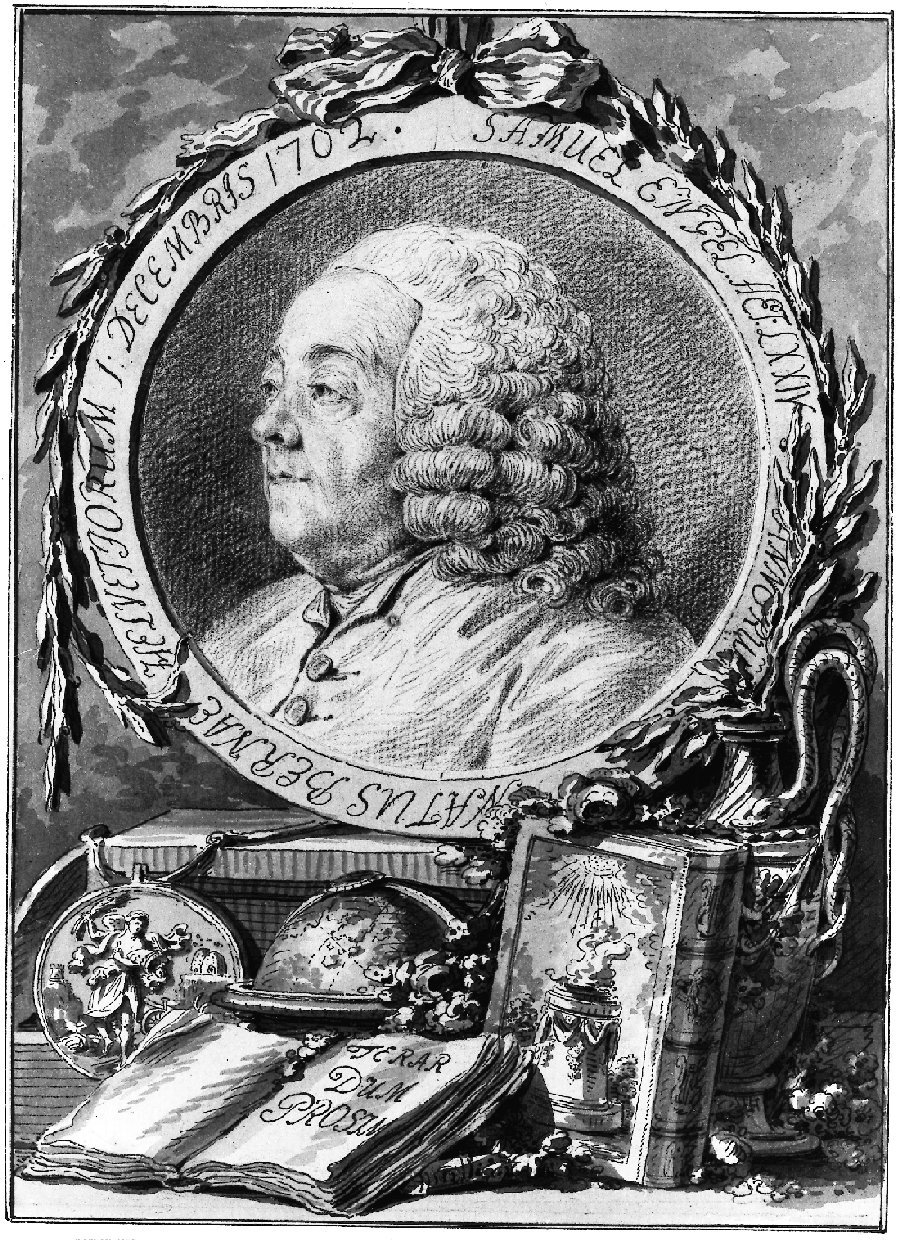
Samuel Engel (1776)

Samuel Engel (* 2. Dezember 1702 in Bern; † 26. März 1784 ebenda) war ein Schweizer Bibliothekar, Geograph, Politiker, Philanthrop und Ökonom.

## Leben
Nach einem Notariatsexamen arbeitete er zunächst in der staatlichen Verwaltung und war 1736 bis 1748 Oberbibliothekar. In dieser Funktion katalogisierte er die mittelalterlichen Handschriften und frühen Drucke der Berner Bibliothek und gab erstmals den Liber ad honorem Augusti sive de rebus Siculis heraus, der sich heute in der Burgerbibliothek Bern befindet. 1745 wurde er in den Grossen Rat gewählt, war 1748 bis 1754 Landvogt in Aarberg und 1760 bis 1765 in Echallens. Daneben schrieb er zahlreiche Abhandlungen zur Agronomie, zur Getreideversorgung, zur Forstwirtschaft und zum sparsamen Umgang mit Holz. Als Landvogt legte er Versuchsfelder an, führte den Kartoffelanbau und die Aufforstung ein und förderte den Torfabbau.
Engel schrieb auch geographische Abhandlungen, etwa zur Möglichkeit einer Nordostpassage. Aus seinem weiten Netz von Korrespondenten war er am engsten mit seinem Vetter Albrecht von Haller verbunden.